# Namíbia nos Jogos Olímpicos de Verão de 1996
A Namíbia participou dos Jogos Olímpicos de Verão de 1996 em Atlanta, Estados Unidos. A delegação foi composta por oito desportistas.

## Medalhas
| Atleta             | Esporte   | Evento          | Medalha |
| ------------------ | --------- | --------------- | ------- |
| Frankie Fredericks | Atletismo | 100 m masculino | Prata   |
| Frankie Fredericks | Atletismo | 200 m masculino | Prata   |

## Desempenho

### Atletismo
Masculino
| Atleta             | Evento   | Eliminatórias | Eliminatórias | Quartas-de-final | Quartas-de-final | Semifinais | Semifinais | Final   | Final            |
| Atleta             | Evento   | Res.          | Pos.          | Res.             | Pos.             | Res.       | Pos.       | Res.    | Pos.             |
| ------------------ | -------- | ------------- | ------------- | ---------------- | ---------------- | ---------- | ---------- | ------- | ---------------- |
| Frankie Fredericks | 100 m    | 10.32         | 1º/bat. 12    | 9.93             | 1º/bat. 3        | 9.94       | 1º/bat. 1  | 9.89    | Medalha de prata |
| Frankie Fredericks | 200 m    | 20.59         | 1º/bat. 11    | 20.38            | 1º/bat. 1        | 19.98      | 1º/bat. 2  | 19.68   | Medalha de prata |
| Joseph Tjitunga    | Maratona |               |               |                  |                  |            |            | 2:27:52 | 76º              |

Feminino
| Atleta             | Evento   | Final   | Final |
| Atleta             | Evento   | Res.    | Pos.  |
| ------------------ | -------- | ------- | ----- |
| Elizabeth Mongudhi | Maratona | 2:56:19 | 59º   |

### Boxe
| Atleta         | Peso          | Fase de 32             | Oitavas de final       | Quartas de final       | Semifinais             | Final                  | Final |
| Atleta         | Peso          | Adversário e resultado | Adversário e resultado | Adversário e resultado | Adversário e resultado | Adversário e resultado | Pos.  |
| -------------- | ------------- | ---------------------- | ---------------------- | ---------------------- | ---------------------- | ---------------------- | ----- |
| Joseph Benhard | Mosca-ligeiro | ESP R. Lozano D 2–10   | Não avançou            | Não avançou            | Não avançou            | Não avançou            | =17º  |
| Sackey Shivute | Médio         | AUS J. Crawford D 3–12 | Não avançou            | Não avançou            | Não avançou            | Não avançou            | =17º  |

### Natação
Masculino
| Atleta          | Evento      | Eliminatórias | Eliminatórias | Final       | Final       |
| Atleta          | Evento      | Res.          | Pos.          | Res.        | Pos.        |
| --------------- | ----------- | ------------- | ------------- | ----------- | ----------- |
| Jörg Lindemeier | 100 m peito | 1:05.50       | 35º           | Não avançou | Não avançou |

Feminino
| Atleta      | Evento      | Eliminatórias | Eliminatórias | Final       | Final       |
| Atleta      | Evento      | Res.          | Pos.          | Res.        | Pos.        |
| ----------- | ----------- | ------------- | ------------- | ----------- | ----------- |
| Monica Dahl | 50 m livre  | 26.76         | 36º           | Não avançou | Não avançou |
| Monica Dahl | 100 m livre | 57.95         | 32º           | Não avançou | Não avançou |

### Tiro
Masculino
| Atleta         | Evento             | Eliminatórias | Eliminatórias | Final | Final |
| Atleta         | Evento             | Res.          | Pos.          | Res.  | Pos.  |
| -------------- | ------------------ | ------------- | ------------- | ----- | ----- |
| Friedhelm Sack | Pistola de ar 10 m | 583           | =5º           | 680.2 | 8º    |

Legenda
| Recorde mundial      | Recorde mundial (World record)               |                       | Recorde africano                      | Recorde africano (African) |                                           | Q | Classificado por posição (Qualified) |
| Recorde olímpico     | Recorde olímpico (Olympic record)            | Recorde da América    | Recorde da América (Americas)         | q                          | Classificado por melhor tempo (Qualified) |   |                                      |
| Melhor marca do ano  | Melhor marca do ano (World leading)          | Recorde asiático      | Recorde asiático (Asian)              | DNS                        | Não largou (Did not start)                |   |                                      |
| Recorde nacional     | Recorde nacional (National record)           | Recorde europeu       | Recorde europeu (European)            | DNF                        | Não terminou (Did not finish)             |   |                                      |
| Recorde pessoal      | Recorde pessoal do atleta (Personal best)    | Recorde da Oceania    | Recorde da Oceania (Oceania)          | DSQ / DQ                   | Desclassificado (Disqualified)            |   |                                      |
| Recorde da temporada | Recorde da temporada do atleta (Season best) | Recorde sul-americano | Recorde sul-americano (South America) | NM                         | Sem marca (No mark)                       |   |                                      |